# World Justice Project

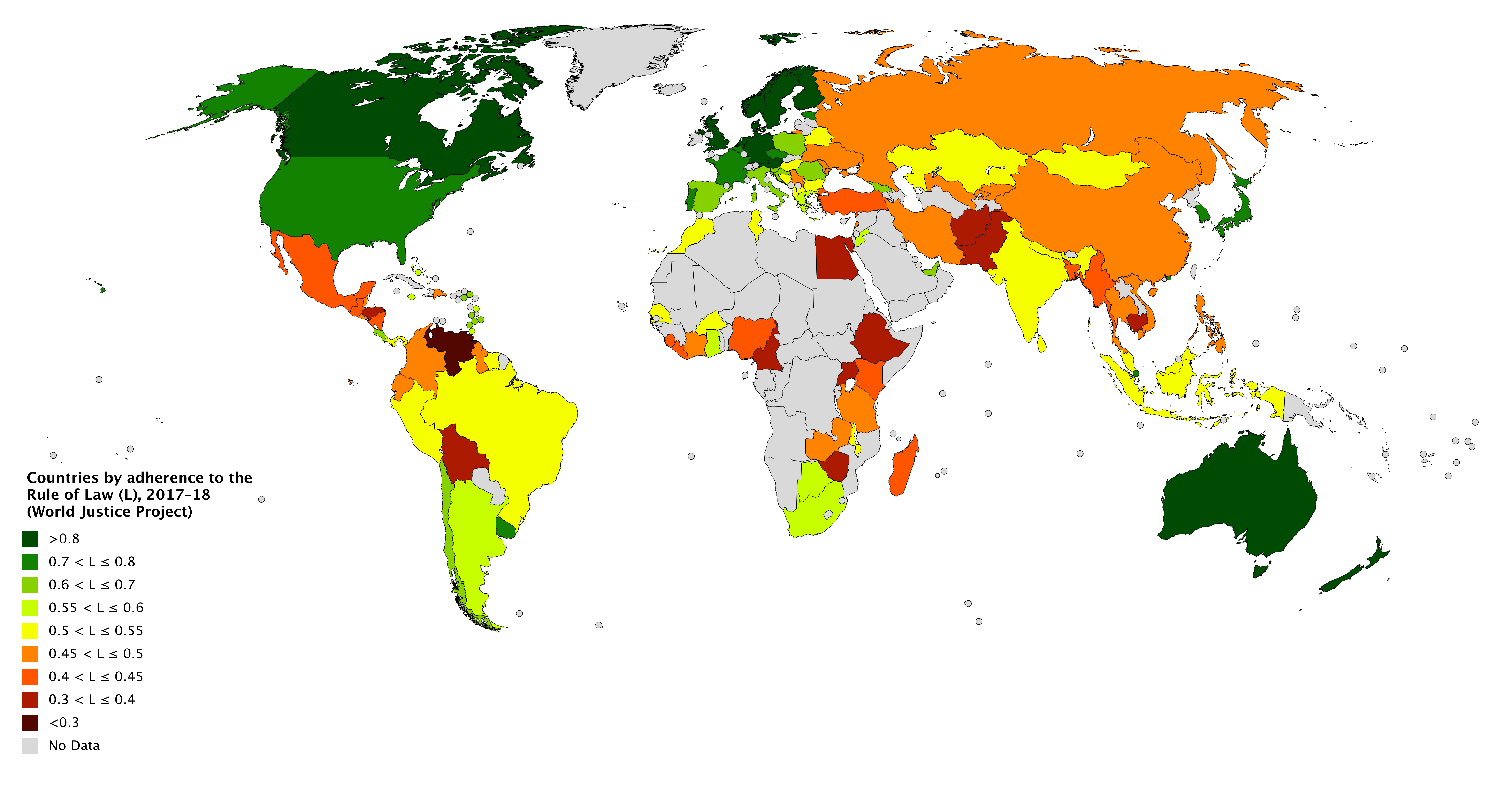

Das World Justice Project (WJP) ist eine unabhängige, multidisziplinäre Organisation, um die Entwicklung der Rechtsstaatlichkeit in der ganzen Welt zu dokumentieren und Entwicklungen aufzuzeigen und die Rechtsstaatlichkeit zu stärken.

## Gründung
Das WJP wurde 2006 von William H. Neukom mit der Unterstützung von 21 Partnern als Präsidentschaftsinitiative im Rahmen der American Bar Association nach US-amerikanischem Recht gegründet.
Seit 2009 ist WJP eine unabhängige gemeinnützige Organisation im Sinne von § 501 Title 26 subsection (c) United States Code (501(c) organization) und damit von der Steuerpflicht befreit.

## Maßnahmen zur Zielerreichung
Die Ziele des WJP werden vor allem durch die Förderung von drei Programmen erreicht:
- Forschung,
- Stipendium
- Publikation.

Ziel aller drei Programme ist es, das öffentliche Bewusstsein für die grundlegende Bedeutung der Rechtsstaatlichkeit zu erhöhen, staatliche Reformen zu stimulieren und praktische Programme zu entwickeln.

## WJP Rule of Law Index
Der World Justice Project Rule of Law Index (WJP Rechtsstaatlichkeits-Index) soll ein quantitatives, detailliertes und umfassendes Bild von dem Ausmaß der Geltung des Rechts in den untersuchten Länder darstellen.
Der Index umfasst dabei acht Hauptgruppen zur Feststellung der Geltung des Rechts in einem Staat:
1. Feststellung zur tatsächlichen Regierungsmacht und die Umsetzung der Gewaltenteilung (Checks and Balances);
2. Umfang der Korruption im Staat;
3. Umsetzung und Ausübung von Staatsgewalt;
4. Gewährleistung der Grundrechte;
5. Zugangsmöglichkeiten des Bürgers zur Regierung, Verwaltung und Gerichtsbarkeit (Open Government);
6. Möglichkeiten/Beschränkungen bei der Rechtsdurchsetzung;
7. ordnungsgemäße Erfüllung der Aufgaben durch die Ziviljustiz (Zivilgerichtsbarkeit);
8. ordnungsgemäße Erfüllung der Aufgaben durch die Strafjustiz (Strafgerichtsbarkeit).

Diese Faktoren werden in 44 Indikatoren weiter aufgeteilt, die gemeinsam ein umfassendes Bild der Gewährleistung der Rechtsstaatlichkeit in einem Staat bieten sollen. Der WJP Rechtsstaatlichkeits-Index wird grundsätzlich jährlich veröffentlicht.

### WJP Rule of Law Index 2016
Für den WJP Rule of Law Index 2016 wurden Daten aus 113 Ländern über die Einhaltung von rechtsstaatlichen Grundsätzen erhoben. Die nachfolgende Liste zeigt die Top 30 Länder / Territorien, in welchen die Rechtsstaatlichkeit gegenüber dem Bürger am sichersten gewährleistet ist.
| Rang | Staat                  |
| ---- | ---------------------- |
| 1    | Dänemark               |
| 2    | Norwegen               |
| 3    | Finnland               |
| 4    | Schweden               |
| 5    | Niederlande            |
| 6    | Deutschland            |
| 7    | Österreich             |
| 8    | Neuseeland             |
| 9    | Singapur               |
| 10   | Vereinigtes Königreich |
| 11   | Australien             |
| 12   | Kanada                 |
| 13   | Belgien                |
| 14   | Estland                |
| 15   | Japan                  |
| 16   | Hongkong               |
| 17   | Tschechien             |
| 18   | USA                    |
| 19   | Südkorea               |
| 20   | Uruguay                |
| 21   | Frankreich             |
| 22   | Polen                  |
| 23   | Portugal               |
| 24   | Spanien                |
| 25   | Costa Rica             |
| 26   | Chile                  |
| 27   | Slowenien              |
| 28   | Barbados               |
| 29   | Antigua and Barbuda    |
| 30   | Saint Kitts and Nevis  |

Es zeigt sich, dass von den hier angeführten teilnehmenden 30 Staaten, 16 Unionsmitgliedstaaten der Europäischen Union bzw. des EWR sind. Die USA selbst steht erst an 18. Stelle (von insgesamt 113 untersuchten Staaten). Bereits die ersten sieben Ränge sind von EWR-Mitgliedstaaten belegt (davon 6 EU-Mitgliedstaaten).
Insgesamt ist die hohe Korrelation zwischen Durchschnittseinkommen und Rechtsstaatlichkeit mit wenigen Ausnahmen sehr augenscheinlich.
2022 hatte die Rechtsstaatlichkeit weltweit im fünften Jahr in Folge abgenommen. Österreich lag auf Rang elf.

## Weiteres Engagement

### World Justice Challenge
Ausgewählte Programme werden unterstützt z. B. durch:
- Saatgut Zuschüsse zwischen $ 15.000 und $ 25.000;
- Verbindungen herstellen zu anderen im globalen WJP-Netzwerk;
- Sichtbarmachung von Problemen durch Medien- und Kommunikationsunterstützung.[10]

### World Justice Forum
Das World Justice Forum soll nach Angaben von WJP die weltweit größte globale multidisziplinäre Plattform sein, die sich der Untersuchung und Stärkung der Rechtsstaatlichkeit widmet. Es ist ein globales Treffen, bei dem wichtige Personen aus allen Teilen der Welt und eine Vielzahl von Disziplinen zusammenkommen um zu diskutieren.
Seit 2007 wurden vier World Justice Foren abgehalten. Das erste World Justice Forum fand in Wien (Österreich) vom 2. bis 5. Juli 2008 statt. Das zweite World Justice Forum vom 11. bis 14. November 2009 ebenfalls in Wien. Das dritte World Justice Forum tagte vom 20. bis 23. Juni 2011 in Barcelona (Spanien) und das vierte vom 8. bis 11. Juli 2013 in Den Haag (Niederlande) statt. Eine fünfte Veranstaltung wird vom 10. bis 13. Juli 2017 wieder in Den Haag stattfinden. Es werden hierzu 500 Persönlichkeiten aus der Geschäftswelt, der Zivilgesellschaft, der Regierungen, Wissenschaftler, Presse etc. erwartet.

### Workshops auf Länderebene
Seit 2012 (Tunis) finden Workshops in kleinem Rahmen zur Stärkung der Rechtsstaatlichkeit auf Länderebene statt. 2015 z. B. in Senegal und Indonesien.
Ebenfalls finden solche Workshops in den USA statt, die von örtlichen Anwaltsvereinigungen, Universitäten, und lokalen Einrichtungen unterstützt werden, um die Rechtsstaatlichkeit auf staatlicher und gemeinschaftlicher Ebene zu stärken.

## Organisation

### Verwaltungsrat
Zum Verwaltungsrat des World Justice Projects gehören: Sheikha Abdulla Al-Misnad, Emil Constantinescu, Aschraf Ghani, William C. Hubbard, Suet-Fern Lee, Mondli Makhanya, William H. Neukom, Ellen Gracie Northfleet, James R. Silkenat.

### Vorstand
Das World Justice Project hat folgende Vorstandsmitglieder: William C. Hubbard (Vorsitzender), William H. Neukom (Präsident und CEO), Deborah Enix-Ross (Vizepräsidentin), Suzanne E. Gilbert (Vizepräsidentin), James R. Silkenat (Direktor und Vizepräsident), Lawrence B. Bailey (Sekretär), Gerold W. Libby (Counsel).

### Ehrenmitglieder
Das World Justice Project wird von einer Vielzahl von Ehrenmitgliedern unterstützt. Dies sind z. B.: Madeleine Albright, Giuliano Amato, Robert Badinter, James A. Baker III, Cherie Blair, Stephen G. Breyer, Sharan Burrow, David Byrne, Jimmy Carter, Maria L. Cattaui, Hans Corell, Hilario G. Davide, Jr., Hernando de Soto, Adama Dieng, William H. Gates, Sr., Ruth Bader Ginsburg, Richard J. Goldstone, Kunio Hamada, Lee H. Hamilton, Dr. Mohamed Ibrahim, Hassan Bubacar Jallow, Tassaduq Hussain Jillani, Anthony Kennedy, Beverley McLachlin, George J. Mitchell, John Edwin Mroz, Indra Nooyi, Sandra Day O’Connor, Ana Palacio, Colin L. Powell, Roy L. Prosterman, Richard W. Riley, Mary Robinson, Petar Stoyanov, Richard Trumka, Desmond Tutu, António Vitorino, Paul A. Volcker, (Harry) Woolf, Andrew Young.

### Sitz
Der Sitz der Organisation befindet sich in Washington, D.C. und in Seattle, Washington, in den USA. In Singapur befindet sich das Asia Pacific Regional Office.

### Finanzierung / Unterstützung

#### Strategische Partner
Sogenannte „strategische Partner“ des WJP sind z. B.: World Federation of Public Health Associations; World Federation of Engineering Organizations; Union Internationale des Avocats; U.S. Chamber of Commerce; Transparency International USA; The World Council of Religious Leaders; People to People International; Norwegian Bar Association; NAFSA: Association of International Educators; Karamah: Muslim Women Lawyers for Human Rights; Inter-Pacific Bar Association; Internationaler Gewerkschaftsbund; International Organization of Employers; Internationales Institut für angewandte Systemanalyse; Internationale Handelskammer; International Bar Association; Inter-American Bar Association; Human Rights Watch; Human Rights First; Hague Institute for the Internationalisation of Law; Club of Madrid; Canadian Bar Association; Avocats Sans Frontières; Arab Center for the Development of the Rule of Law and Integrity; American Society of Civil Engineers; American Public Health Association; American Bar Association.

#### Finanzielle Unterstützer

##### Stiftungen
Bill & Melinda Gates Foundation; National Endowment for Democracy; Neukom Family Foundation; William and Flora Hewlett Foundation; Oak Foundation; GE Foundation; Ford Foundation; Carnegie Corporation of New York; Ewing Marion Kauffman Foundation; Allen & Overy Foundation; Chase Family Philanthropic Fund; Gordon and Betty Moore Foundation; Judson Family Fund at The Seattle Foundation; The Edward John and Patricia Rosenwald Foundation; Pinnacle Garden Foundation.

##### Unternehmen
Microsoft Corporation; LexisNexis; General Electric Company; Intel Corporation; Apple, Inc; Boeing; Merck & Co., Inc.; Wal-Mart Stores, Inc.; Hewlett-Packard Company; McKinsey & Company, Inc.; Johnson & Johnson; Google Inc.; PepsiCo; Texas Instruments, Inc.; E. I. du Pont de Nemours and Company; Viacom International, Inc.; K&L Gates; Nelson Mullins Riley & Scarborough LLP; Boies, Schiller & Flexner, LLP; Winston & Strawn LLP; Fulbright & Jaworski LLP; Sullivan & Cromwell LLP; White & Case LLP; Allen & Overy LLP; Hunton & Williams; Mason, Hayes+Curran; Haynes and Boone, LLP; Garrigues LLP; Troutman Sanders LLP; Cochingyan & Peralta Law Offices; Drinker Biddle & Reath LLP; Holland & Knight LLP; SyCip Salazar Hernandez & Gatmaitan; Turner Freeman Lawyers; Major, Lindsey & Africa; Welsh, Carson, Anderson & Stowe.

##### Sonstige
Irish Aid; Außenministerium der Vereinigten Staaten; American Bar Association; U.S. Chamber of Commerce & Related Entities.

## WJP Publikationen
- Innovations in Rule of Law - A Compilation of Concise Essays
- Hague Journal on the Rule of Law
- Marginalized Communities and Access to Justice
- Global Perspectives on the Rule of Law
- Access to Justice in the United States